# Ulfert Onken
Ulfert Onken (* 14. Mai 1925 in Darmstadt; † 22. April 2021) war ein deutscher Chemiker und Professor an der Universität Dortmund.

## Leben und Werk
Onken studierte Chemie an der TH Darmstadt, wo er 1958 in Bereich Physikalische Chemie promoviert wurde. Er wechselte danach zur Hoechst in Frankfurt in den Bereich Chemische Verfahrenstechnik, wo er unter anderem an Verfahrensoptimierungen arbeitete. 
1971 nahm er einen Ruf an die Universität Dortmund an den Lehrstuhl für Technische Chemie an. Der Schwerpunkt seiner wissenschaftlichen Arbeit lag auf dem Gebiet der Biotechnologie und der computerunterstützten Berechnungsmethoden im Bereich der Technischen Chemie. Zusammen mit Jürgen Gmehling und Wolfgang Arlt entwickelte er die Dortmunder Datenbank für thermophysikalische Eigenschaften von Reinstoffen und Gemischen. Im Jahr 1990 wurde er in Dortmund emeritiert. Die VDI-Gesellschaft Verfahrenstechnik und Chemieingenieurwesen zeichnete ihn 2000 mit der Emil Kirschbaum-Medaille für hervorragende Leistungen auf dem Gebiet der Thermischen Verfahrenstechnik aus. Der Förder- und Alumniverein der Fakultät BCI verleiht jährlich den Ulfert-Onken Preis der Biotechnologie.

## Veröffentlichungen (Auswahl)
- Manfred Baerns, Arno Behr, Axel Brehm, Jürgen Gmehling, Kai-Olaf Hinrichsen, Hanns Hofmann, Ulfert Onken, Regina Palkovits, Albert Renken: Technische Chemie, Wiley-VCH, Weinheim, 2013, ISBN 978-3-527-33072-0.